# Sahel (Burkina Faso)
Sahel is de meest noordelijk gelegen bestuurlijke
regio van Burkina Faso. De regio meet ruim
36.000 vierkante kilometer en heeft goed 800.000 inwoners. De regionale
hoofdstad is Dori en ligt in de provincie Séno.
De grootste etnische groepen in Sahel zijn de Toeareg, de Fulbe en
de Bella.
De regio ligt in de sahelstrook en heeft een droog
klimaat met een korte regenperiode. Sahel grenst in het noorden en het noordwesten
aan buurland Mali en in het oosten aan buurland Niger.
Regiogrenzen heeft Sahel in het zuidwesten met Nord
en in het zuiden van west naar oost met Centre-Nord en Est.
De regio Sahel werd in 1967 gevormd met delen van de regio Centre
en de toenmalige regio Volta-Noire. In 1974 werd de regio Nord van
Sahel afgesplitst. In 1975 telde Sahel nog 354.079 inwoners
.

## Provincies
Sahel bestaat uit vier provincies:
- Oudalan
- Séno
- Soum
- Yagha

Deze zijn op hun beurt verder onderverdeeld in twintig departementen.
Boucle du Mouhoun · Cascades · Centre · Centre-Est · Centre-Nord · Centre-Ouest · Centre-Sud · Est · Hauts-Bassins · Nord · Plateau-Central · Sahel · Sud-Ouest